# Jugelbach
Der Jugelbach ist ein knapp 5 km langer, linker Zufluss des Breitenbaches in Johanngeorgenstadt im sächsischen Erzgebirge.

## Verlauf

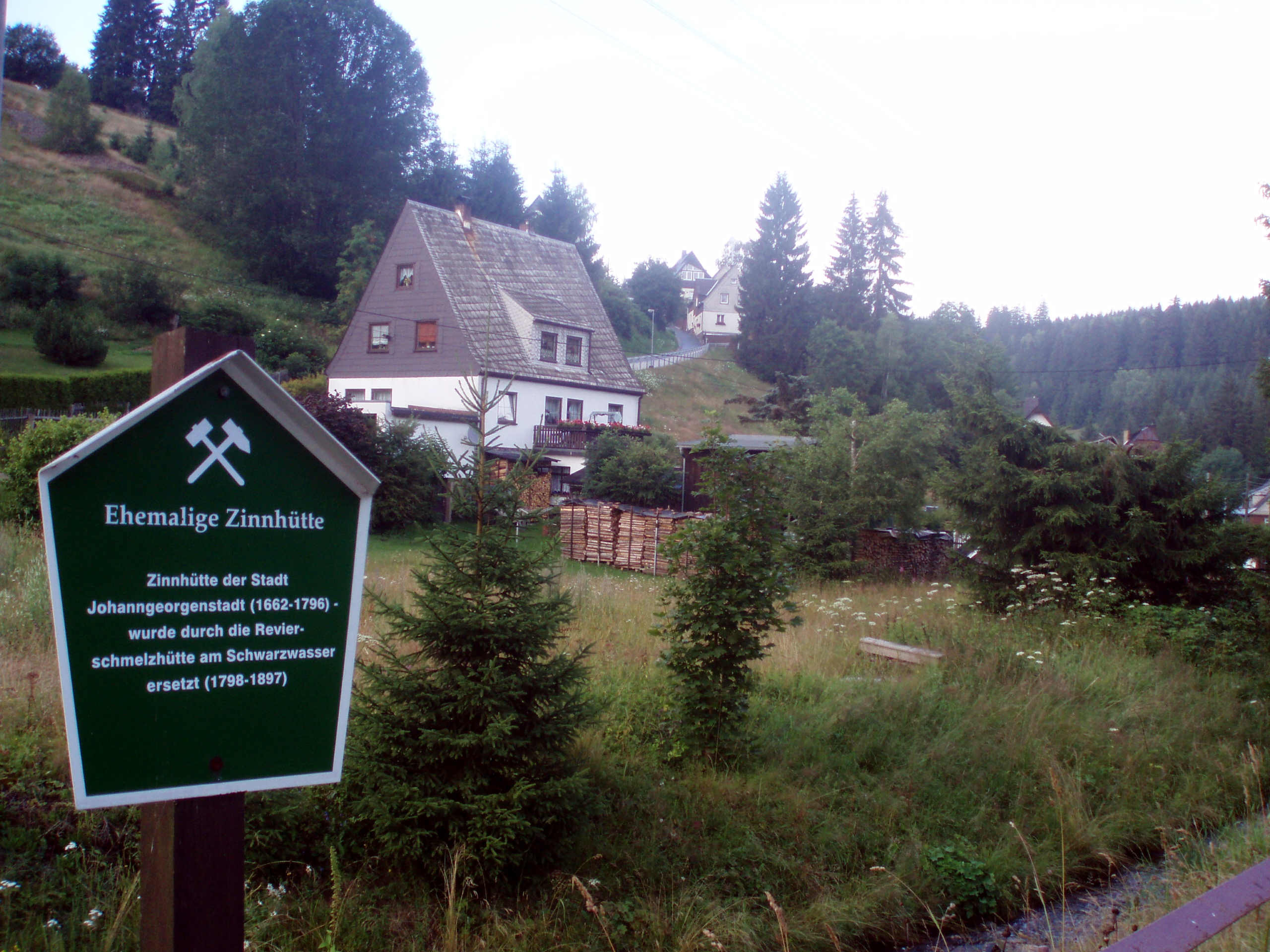
Der Jugelbach (vorn) am Standort der früheren Zinnhütte

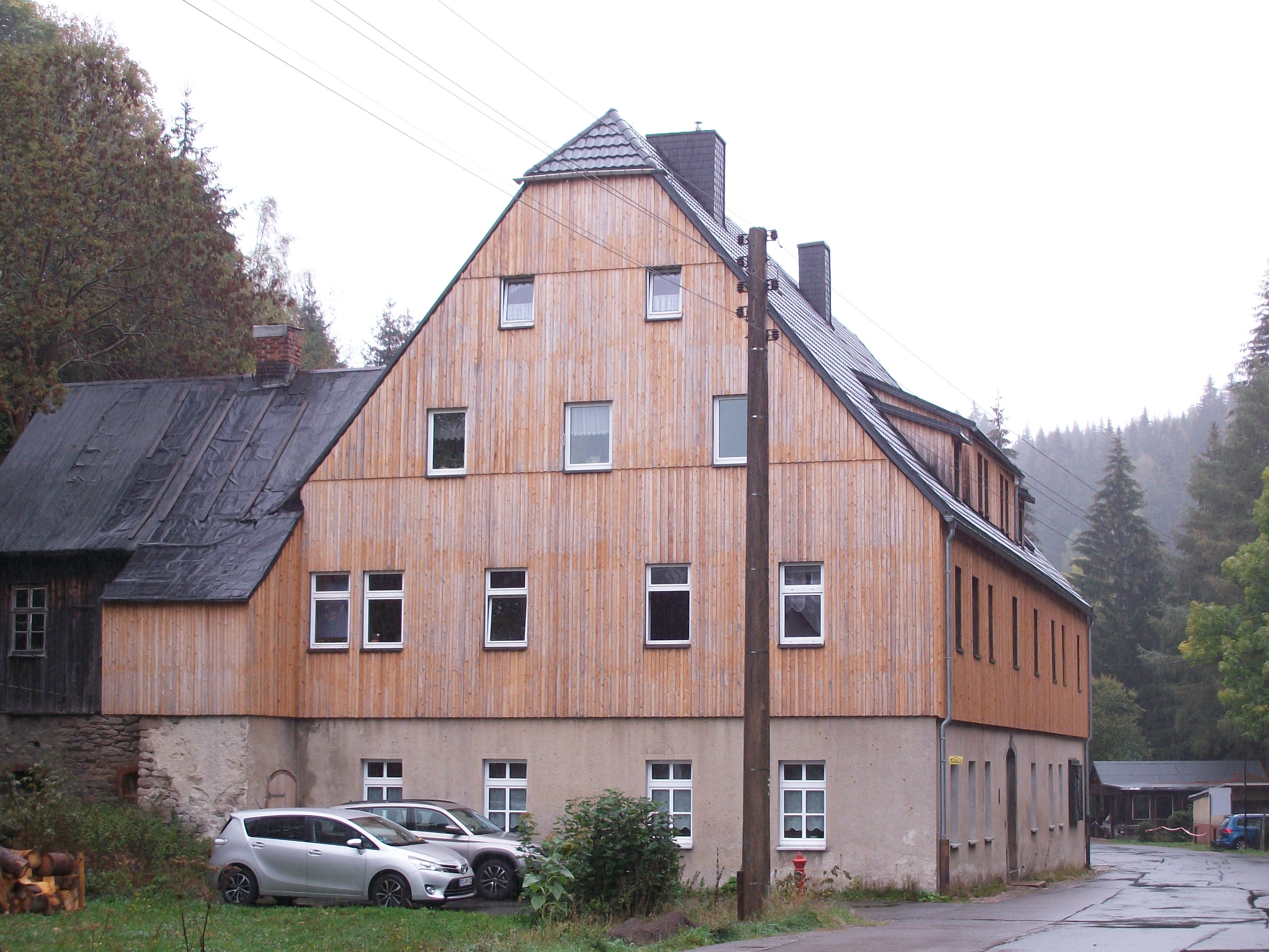
Früher vom Jugelbach angetrieben – die Malzmühle

Der Jugelbach entspringt im Kranichseegebiet unweit der deutsch-tschechischen Grenze. Er durchfließt den Lehmergrund, wo er von links den Schwefelbach und später von rechts den Pechöferbach aufnimmt, bevor der Jugelbach vom Breitenbach aufgenommen wird, der die Grenze zu Tschechien bildet und in das Schwarzwasser mündet.
Der Jugelbach wird heute irrtümlich auch als Lehmergrundbach und in seinem Unterlauf fälschlich als Schwefelbach bezeichnet.
Er trieb früher u. a. die Malzmühle in Johanngeorgenstadt an.

## Besonderheiten
Am 6. Juli 1931 führte der Jugelbach durch einen Wolkenbruch so viel Wasser, dass durch die Fluten mehrere Häuser mitgerissen und ein Menschenleben und große Sachschäden zu beklagen waren.
Da der Jugelbach durch den Lehmergrund fließt, wird er auch als Lehmergrundbach bezeichnet, obwohl Jugelbach die ältere und historisch richtige Bezeichnung ist. Daneben gibt es noch den Kleinen Jugelbach, der in Oberjugel entspringt und in den Pechöferbach mündet.
Auf aktuellen topographischen Karten wird der Kleine Jugelbach als Jugelbach bezeichnet, während der im Lehmergrund fließende Jugelbach meist keine Bezeichnung trägt.